# Annik Kälin
Annik Kälin, née le 27 avril 2000, est une athlète suisse spécialiste des épreuves combinées.

## Biographie
Le 1er mai 2022 lors du meeting d'épreuves combinées de Grosseto en Italie, Annik Kälin établit un nouveau record de Suisse de l'heptathlon en réalisant 6 398 points.
Lors des championnats du monde de Eugene, elle améliore son record national à 6 464 points et se classe sixième.
Le 19 août 2022, elle remporte la médaille de bronze de l'heptathlon des championnats d'Europe de Munich en améliorant, pour la troisième fois de l'année, son record de Suisse avec 6 515 points.
En 2024, Annik Kälin égale le record national du saut en longueur pendant l'heptathlon des championnats d'Europe, qu'elle termine à la 4e place.
Lors des Jeux olympiques à Paris, elle obtient une nouvelle 4e place en améliorant son record de l'heptathlon à 6 639 points.

## Palmarès

### international
| Date | Compétition                    | Lieu      | Résultat | Épreuve    | Marque         |
| ---- | ------------------------------ | --------- | -------- | ---------- | -------------- |
| 2018 | Championnats du monde juniors  | Tampere   | 6e       | Heptathlon | 5 664 pts      |
| 2019 | Championnats d'Europe juniors  | Borås     | 3e       | Heptathlon | 6 069 pts      |
| 2022 | Championnats du monde          | Eugene    | 6e       | Heptathlon | 6 464 pts      |
| 2022 | Championnats d'Europe          | Munich    | 3e       | Heptathlon | 6 515 pts      |
| 2023 | Championnats du monde          | Budapest  | —        | Heptathlon | DNF            |
| 2024 | Championnats du monde en salle | Glasgow   | 5e       | Longueur   | 6,75 m         |
| 2024 | Championnats d'Europe          | Rome      | 4e       | Heptathlon | 6 490 pts      |
| 2024 | Jeux olympiques                | Paris     | 4e       | Heptathlon | 6 639 pts (NR) |
| 2025 | Championnats d'Europe en salle | Apeldoorn | 2e       | Longueur   | 6,90 m         |
| 2025 | Championnats du monde en salle | Nankin    | 2e       | Longueur   | 6,83 m         |

### Palmarès national
- Championnats de Suisse d'athlétisme :
  - heptathlon : vainqueur en 2019 et 2020
  - saut en longueur : vainqueur en 2019, 2020, 2022, 2023, 2024
  - 100 m haies : vainqueur en 2024
- Championnats de Suisse en salle :
  - pentathlon : vainqueur en 2021
  - saut en longueur : vainqueur en 2019, 2021, 2023, 2024, 2025
  - 60 m haies : vainqueur en 2020, 2024

## Records
| Épreuve          | Marque    | Lieu  | Date        |
| ---------------- | --------- | ----- | ----------- |
| Heptathlon       | 6 639 pts | Paris | 9 août 2024 |
| Saut en longueur | 6,84 m    | Rome  | 8 juin 2024 |